# Hiéroglyphe égyptien M11
La fleur à longue tige, en hiéroglyphes égyptiens, est classifiée dans la  section M « Arbres et plantes » de la liste de Gardiner ; cet hiéroglyphe y est noté M11.

## Représentation
Il représente une fleur non identifiée ayant une longue tige repliée sur elle même, lovée en s. Il est translittéré wdn.

## Utilisation
| w | d · n | M11 · Y1 | ou | M11 · Y1 |

| w | d · n | M11 · Y1 | ou | M11 · Y1 |

| F46 |

| F46 |

| M13 | b | M11 · N21 · Z2 |

| M13 | b | M11 · N21 · Z2 |

| M13 | b | M11 · N21 · Z2 |

| M13 | b | M11 · N21 · Z2 |

terres riveraines, bords de mer ».